# Gli eroi del West
Gli eroi del West è un film del 1963 diretto da Steno.

## Trama
Mike e Colorado, due banditi si sostituiscono a due minatori, uccisi su ordine del sindaco che vuole impadronirsi della preziosa fonte di guadagno. Ma l'impresa non è facile.